# ГЕС Кана-Брава
ГЕС Кана-Брава (порт. Usina Hidrelétrica de Cana Brava) — гідроелектростанція в Бразилії у штаті Гояс. Знаходячись між ГЕС Serra da Mesa (вище за течією) та ГЕС Сан-Сальвадор, входить до складу каскаду на річці Токантінс, котра починається на Бразильському нагір'ї неподалік столиці країни Бразиліа та тече на північ до впадіння у річку Пара (правий рукав дельти Амазонки).
В межах проекту русло річки перекрили греблею із ущільненого котком бетону, тоді як бічні частини долини закривають кам'яно-накидні ділянки із глиняним ядром. Ця споруда має висоту 65 метрів та довжину 1150 метрів, крім того, існують дві земляні дамби, одна безпосередньо біля греблі, а інша у 4 км від неї. Разом вони утримують водосховище з площею поверхні 139 км2 та об'ємом 2,3 млрд м3.
Ресурс подається до пригреблевого машинного залу через три водоводи діаметром по 9 метрів. Вони живлять три турбіни типу Френсіс потужністю по 150 МВт, які при напорі у 43,1 метра забезпечують виробництво 2,4 млрд кВт-год електроенергії на рік.